# 南昌车辆段
南昌车辆段（简称：南局昌段）是中国铁路南昌局集团有限公司的一个直属段，总部位于江西省南昌市青山湖区上海路街道新魏路。

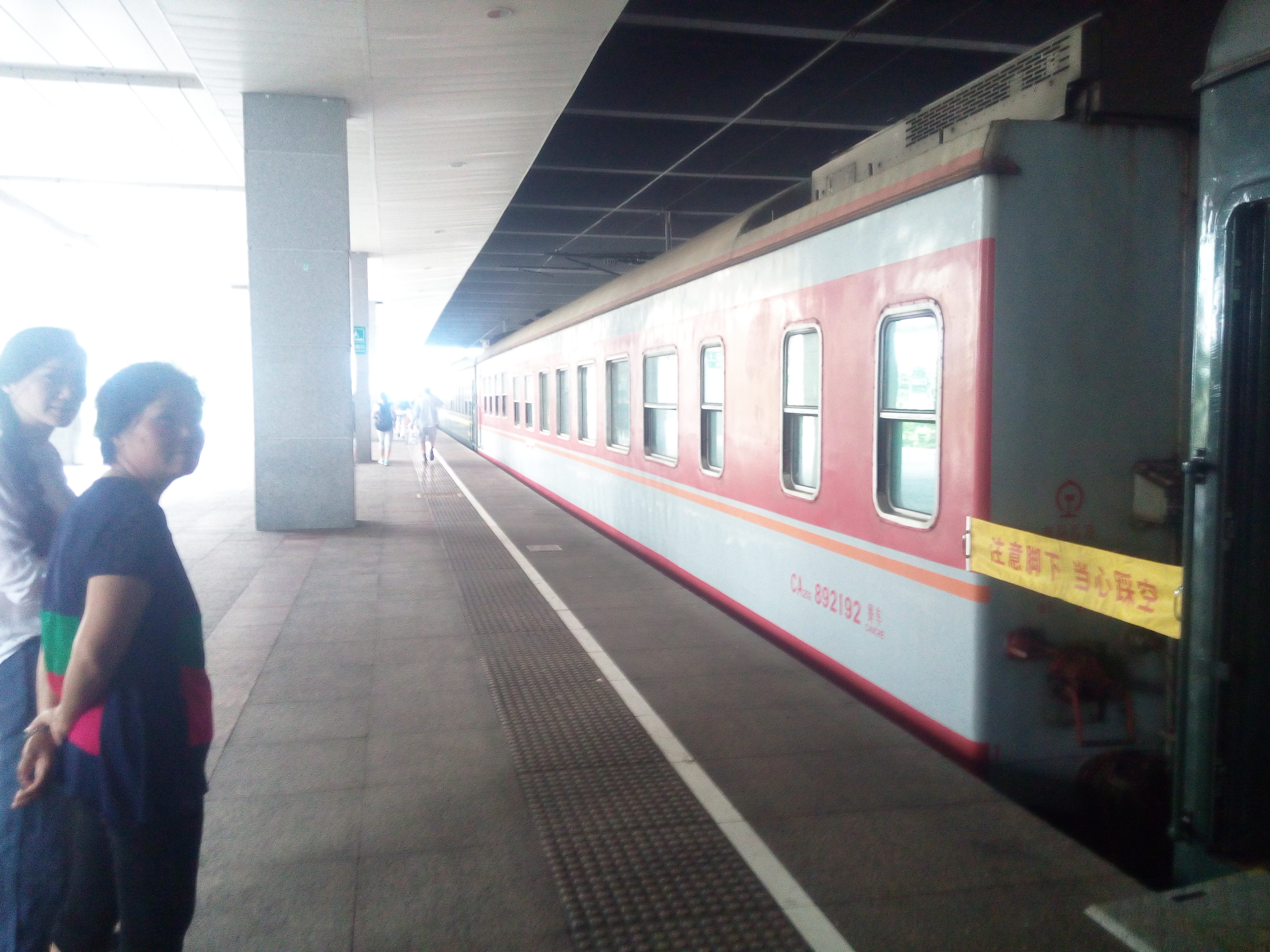
南局昌段的25G停靠在上海站

南昌车辆段承担了京九，沪昆等线路上的客运列车运营、维护、检修工作，下辖南昌动车所、南昌西动车所、南昌车辆段客车整备所。

## 历史
- 1950年12日成立南昌检车段，位于新魏路原南昌机务段工厂旧址作车辆检修基地[1][2]:207。
- 1953年1月改为南昌车辆段，为三等客货车混合段[2]:207。
- 1956年为二等段，1958年1月又升为一等段。[2]:207

- 2007年1月29日南昌动车所启用[3]。
- 2009年9月车连段动车所拨入CRH1B[4]。
- 2013年6月南昌西动车所启用[5]。